# Valanga meleager
Valanga meleager är en insektsart som först beskrevs av Sjöstedt 1921.  Valanga meleager ingår i släktet Valanga och familjen gräshoppor. Inga underarter finns listade i Catalogue of Life.